# Fernando Almeida de Oliveira
Fernando Almeida de Oliveira (født 18. juni 1978) er en tidligere brasiliansk fodboldspiller.